# Rockin' Heaven
Rockin' Heaven (ロッキン★ヘブン, Rokkin★Hebun) est un shōjo manga écrit et dessiné par Mayu Sakai. Il a été prépublié entre décembre 2005 et juillet 2008 dans le magazine Ribon de l'éditeur Shueisha et a été compilé en un total de huit volumes. La version française est éditée en intégralité par Panini Manga.

## Synopsis
Sawa a choisi d'aller dans un lycée uniquement pour l'uniforme. À sa plus grande déception, elle se retrouve dans une classe de garçons, le lycée étant réservé aux garçons jusqu'à cette année. Cependant, elle compte bien faire de ces années celles dont elle a toujours rêvé.

## Personnages
Sawa Konishi (小西纱和, Konishi Sawa)
Ran Matsuyuki (松雪藍, Matsuyuki Ran)
Akira Nagashima (永島晶, Nagashima Akira)
Junichi Tsubaki (椿純一, Tsubaki Junichi)

## Manga
| no | Japonais         | Japonais          | Français         | Français      |
| no | Date de sortie   | ISBN              | Date de sortie   | ISBN          |
| -- | ---------------- | ----------------- | ---------------- | ------------- |
| 1  | 15 juin 2006     | 4-08-856687-4     | 14 janvier 2009  | 9782809405743 |
| 2  | 13 octobre 2006  | 4-08-856709-9     | 25 mars 2009     | 9782809411959 |
| 3  | 15 février 2007  | 978-4-08-856726-6 | 20 mai 2009      | 9782809407938 |
| 4  | 15 juin 2007     | 978-4-08-856747-1 | 1er juillet 2009 | 9782809408102 |
| 5  | 15 octobre 2007  | 978-4-08-856776-1 | 14 octobre 2009  | 9782809409062 |
| 6  | 15 février 2008  | 978-4-08-856799-0 | 4 novembre 2009  | 9782809409260 |
| 7  | 13 juin 2008     | 978-4-08-856819-5 | 13 janvier 2010  | 9782809411164 |
| 8  | 14 novembre 2008 | 978-4-08-856850-8 | 10 mars 2010     | 9782809412581 |